# Dixonius
Dixonius Bauer, Good & Branch, 1997 è un genere di piccoli sauri della famiglia dei Gekkonidi, diffusi nel Sud-est asiatico.

## Biologia
Si nutrono di insetti.

## Tassonomia
Il genere Cyrtodactylus comprende 5 specie:
- Dixonius aaronbaueri Ngo & Ziegler, 2009
- Dixonius hangseesom Bauer, Sumontha, Grossmann, Pauwels & Vogel, 2004
- Dixonius melanostictus (Taylor, 1962) - (sin.: Phyllodactylus melanostictus)
- Dixonius siamensis (Boulenger, 1899)
- Dixonius vietnamensis Das, 2004